# فرنسيسكو خوسيه لارا
فرنسيسكو خوسيه لارا (بالإسبانية: Paco Lara)‏ هو دراج إسباني، ولد في 25 فبراير 1977 في غرناطة في إسبانيا.

## وصلات خارجية
- فرنسيسكو خوسيه لارا على موقع الاتحاد الدولي للدراجات (الإنجليزية)
- فرنسيسكو خوسيه لارا على موقع أرشيف الدراجات (الإنجليزية)
- فرنسيسكو خوسيه لارا على موقع إحصائيات الدراجات الإحترافية (الإنجليزية)